# 會堂 (納瓦荷保留地)

納瓦霍保留地的管理局及會堂分佈

會堂（英語：Chapter house，納瓦荷語：Áłah nidaʼadleeh dah bighan）為美國納瓦霍保留地的行政區劃，同時作為該地區立法管轄權的區域劃分，主要是納瓦荷人公共集會、討論的會議所，職責為審議納瓦荷保留地委員會提出的委任案及規章案；但是此機構代表們提供的意見因不具有法律約束力，所以嚴格上僅為諮詢機構。
截至2004年1月全納瓦霍保留地共設有110個會堂，而人口普查指定地區路義普的負責人約翰·亨特（John G. Hunter ）更因於1922年開始建立會堂制度，用以加強納瓦荷人的民族自決和地方治理而備受讚揚。

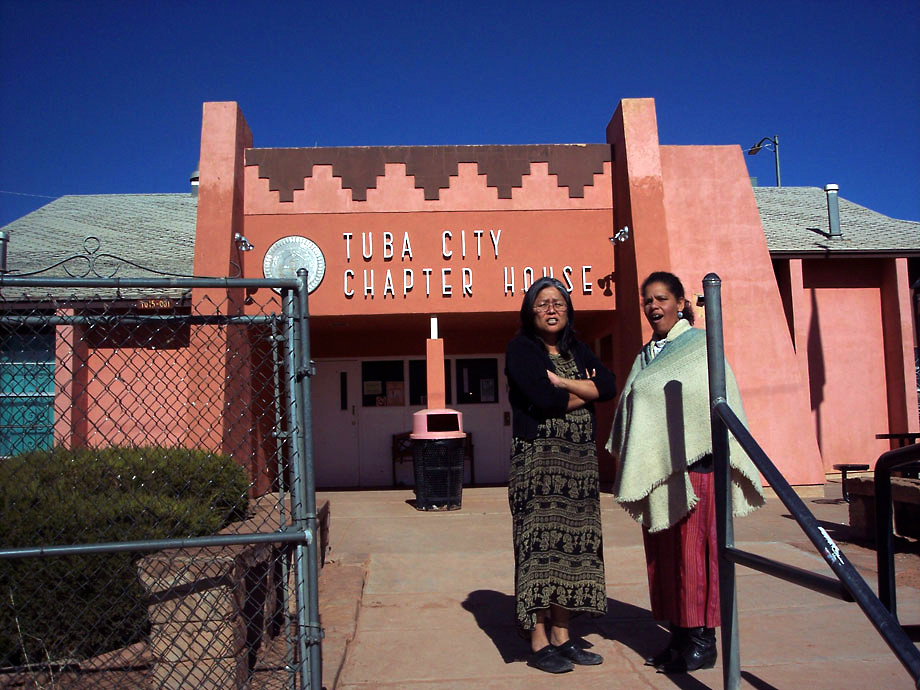
亞利桑那州圖巴市的會堂